# Blue Panther
Genaro Vázquez Nevarez, mer känd under sitt artistnamn Blue Panther, född 18 september 1960 i Gómez Palacio i Durango, är en mexikansk fribrottare (luchador)- Blue Panther gestaltar en tecnico, det vill säga en god karaktär. 
Han har brottats i Mexikos äldsta fribrottningsförbund Consejo Mundial de Lucha Libre, vanligtvis förkortat som "CMLL", sedan 1991. Mellan 1992 och 1997 gick han dock över till det konkurrerande förbundet Asistencia, Asesoría y Administración för att sedan återvända.
Blue Panther brottades länge, som så många andra mexikanska fribrottare under en mask, enligt traditionerna inom lucha libre. Han förlorade dock sin mask i en så kallad Lucha de Apuestas (insatsmatch) mot brottaren Villano V år 2008.
Blue Panther har tre söner även de brottas i Consejo Mundial de Lucha Libre, den äldsta Blue Panther Jr. och Black Panther har brottats sedan 2014, medan den yngsta sonen, Cachorro Lagunero, debuterade 2021.